# Hyland River
Der Hyland River ist ein linker Nebenfluss des Liard River im kanadischen Yukon-Territorium und in der Provinz British Columbia.

## Flusslauf
Der Hyland River entspringt in den Selwyn Mountains im Südosten des Yukon-Territoriums. Er fließt in südlicher Richtung durch das Bergland. Ab dem Zusammenfluss mit dem Little Hyland River verläuft die Nahanni Range Road etwa 70 km entlang dem Fluss. Der Fluss mäandriert stark im Mittellauf. Der Hyland River nimmt die Nebenflüsse Stewart Creek und Green River auf. Die letzten 20 Kilometer verläuft der Fluss in der Provinz British Columbia. Der Hyland River mündet schließlich 20 km südöstlich von Lower Post in den Liard River. Der British Columbia Highway 97 (Alaska Highway) überquert den Hyland River bei Flusskilometer 15. Hier befindet sich der 23 ha große Hyland River Provincial Park (⊙).
Der Hyland River hat eine Länge von etwa 380 km. Sein Einzugsgebiet umfasst 9450 km². Der mittlere Abfluss beträgt 136 m³/s. 
Auf dem Hyland River werden mehrtägige Wildwasserkanutouren angeboten. Der Hyland River besitzt Stromschnellen der Schwierigkeitsgrade II–III. Die Mehrzahl der Stromschnellen fällt jedoch in die Kategorie I.